# 카릴라 증류소

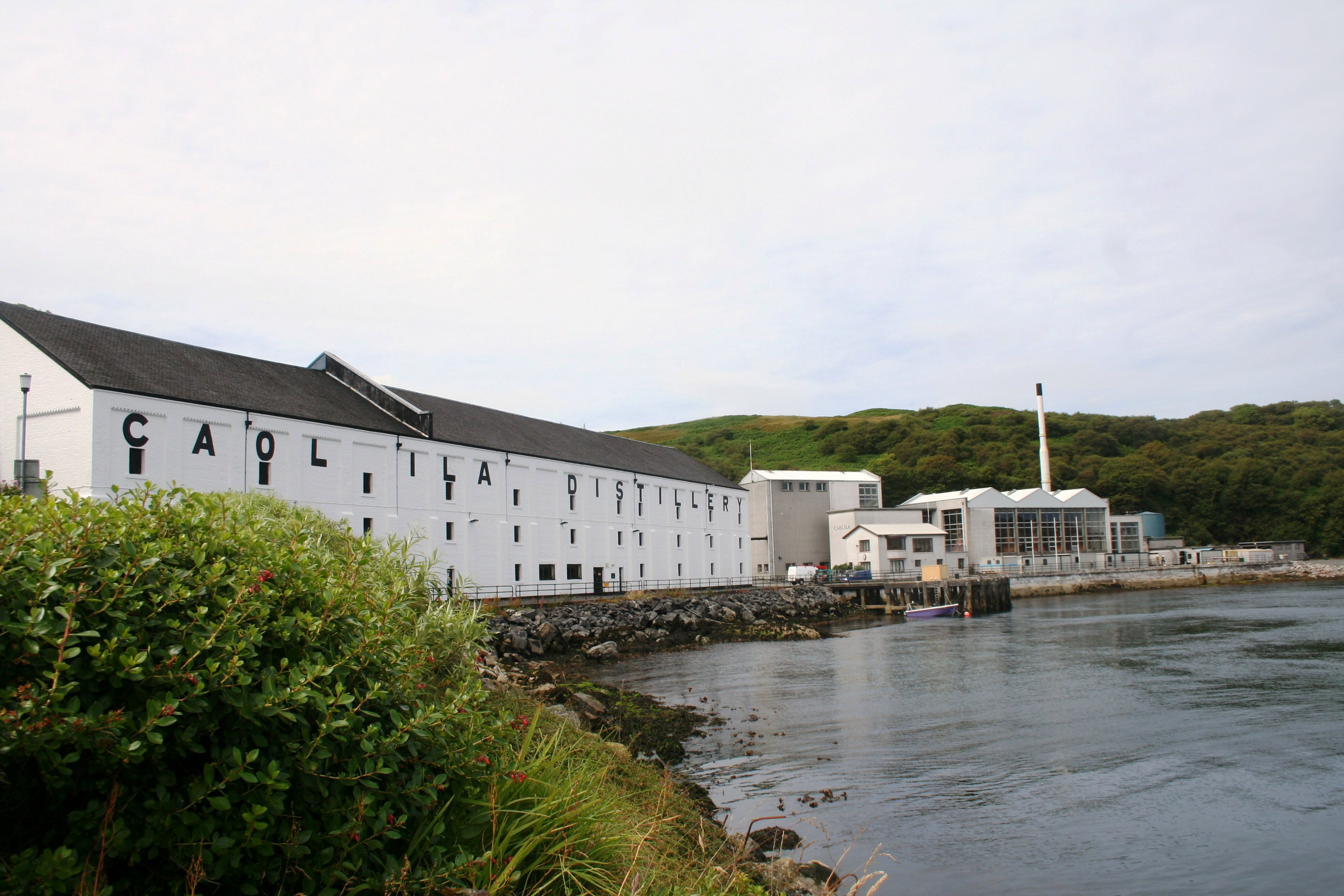
카릴라 증류소

카릴라 증류소(/kʌl ˈiːlə/; 스코틀랜드 게일어: Taigh-staile Chaol Ìle [t̪ʰəˈs̪t̪alə xɯːlˈiːlə], "Sound of Islay Distillery") 또는 쿨일라 증류소는 디아지오가 소유한 스코틀랜드 아일러섬의 아스카이그항(Port Askaig) 근처에 있는 스카치 위스키 증류소이다.

## 위스키
카릴라는 가벼운 아일레이 위스키 중 하나로 색상이 옅고 이탄 향, 꽃 향, 후추 향이 난다. 싱글 몰트로 판매되는 것 외에도 조니 워커의 블랙라벨(Black Label)과 같은 블렌드에도 많이 사용된다(생산량의 약 95%). 1999년부터 이 증류소는 피트가 들어가지 않은 "고지 증류주"도 생산해 왔다.

## 같이 보기
- 스카치 위스키
- 위스키